# 김건한
김건한(金建翰, 1981년 3월 26일 ~ )은 전 KBO 리그 삼성 라이온즈의 투수이다. 2014년 6월 김희걸(金熙杰)에서 현재의 이름으로 개명하였다.

## SK 와이번스시절
2001년에 입단하였다. 2004년 12월에 외야수 박재홍을 상대로 트레이드되었다.

## KIA 타이거즈시절
KIA 타이거즈로 이적한 후 활동해 왔으나, 2012년 6월 22일 삼성 라이온즈의 조영훈을 상대로 트레이드되어 삼성 라이온즈로 이적하였다. 이대호한테 9경기 연속 홈런을 맞았다.

## 삼성 라이온즈시절
불펜 보강을 위한 삼성 측의 판단 아래 2012년 6월 22일 조영훈과의 맞트레이드를 통해 삼성 유니폼을 입었고, 2016년 10월 25일에 김태완, 이정식과 함께 방출됐다.

## 출신 학교
- 포항초등학교
- 포항제철중학교
- 포항제철공업고등학교

## 참조
1. 1 2  민수미 (2014년 6월 26일). ““이제는 김건한” 삼성 라이온즈 김희걸 개명”. 국민일보. 2014년 11월 29일에 원본 문서에서 보존된 문서. 2014년 11월 29일에 확인함.
2. ↑  한국야구위원회, 2014 가이드북
3. ↑  한상숙 (2012년 6월 22일). “조영훈-김희걸 맞트레이드…삼성은 불펜, KIA는 타선 보강”. 조이뉴스24. 2024년 8월 22일에 확인함.
4. ↑  한상숙 (2012년 6월 22일). “조영훈-김희걸 맞트레이드…삼성은 불펜, KIA는 타선 보강”. 조이뉴스24. 2024년 8월 22일에 확인함.
5. ↑  포수 이정식 코치 제안 받아…김건한·김태완은 방출 결정 보관됨 2016-11-27 - 웨이백 머신 - 매일신문